# Магомадов, Мансур Гайрабекович
Мансур Гайрабекович Магомадов (род. 3 января 1961, с. Новые Атаги, Чечено-Ингушская АССР) — российский журналист.

## Биография
В 1979 году вместе с Новоатагинской средней школой № 1 окончил Годичную школу рабселькоров при Государственном Комитете по телевидению и радиовещанию ЧИАССР. В 1985 г. окончил факультет журналистики Ленинградского (ныне Санкт-Петербургского) государственного университета.
В 2003 г. на философском факультете МГУ им. М. В. Ломоносова защитил диссертацию. Кандидат философских наук.
В период с 1985 по 2003 гг. работал в республиканских газетах «Ленинский путь», «Грозненский рабочий», «Голос Чечено-Ингушетии», «Голос Чеченской Республики» и др., от корреспондента дорос до заместителя главного редактора, позже был генеральным директором Госинформагентства ЧР «Вайнахпресс», главным редактором газеты «Правительственный вестник», специальным корреспондентом «Российской газеты в Чечне», старшим преподавателем, и. о. зав. кафедрой журналистики Чеченского государственного университета, главным редактором «Объединенной газеты», учредителем и главным редактором «Нашей газеты», директором Госучреждения «Информационное агентство „Грозный-информ“».
С 2003 г. работает в Постоянном представительстве ЧР при Президенте РФ. С 2008 по 2016 годы — заместитель Полномочного представителя ЧР при Президенте РФ.
Награждён медалью «За заслуги перед Чеченской Республикой», почетным знаком «За трудовое отличие», почетным званием «Заслуженный журналист Чеченской Республики», Почетной грамотой Президента Чеченской Республики и др.
Член Союза журналистов России, Москвы и Чечни.
Автор научных и научно-публицистических книг и статей, в том числе двух монографий «Социальная и религиозно-философская мысль Чечни в начале XX века», «Журналистика Чечни накануне Первой мировой войны (1900—1914)».
Работал по совместительству доцентом кафедры журналистики ЧГУ и кафедры теории и истории журналистики РУДН. С февраля 2016 года — ведущий редактор ежедневной столичной газеты «Вечерняя Москва».

### Книги
1. Магомадов, М. Г. Особенности развития социальной и религиозно-философской мысли Чечни в начале XX века. М., 2003. 86 с.
2. Магомадов, М. Г. Первые печатные издания в Чечне (1900—1905 гг.). Грозный: Изд-во Чеченского гос. ун-та, 2012. 120 с.
3. Магомадов, М. Г. Периодическая печать Чечни в период нового экономического подъёма (1910—1912 годы). Грозный: Изд-во Чеченского гос. ун-та, 2012. 160 с.
4. Магомадов, М. Г. Особенности развития социальной и религиозно-философской мысли Чечни в начале XX века. Изд. 2-е, расш. и доп. М.: КНИИ РАН, 2013. 120 с.
5. Магомадов, М. Г. Чеченские просветители начала XX века. М.: КНИИ РАН, 2013. 142 с.
6. Магомадов, М. Г. Социальная и религиозно-философская мысль Чечни в начале XX века. М.: КНИИ РАН, 2014. 244 с.
7. Магомадов М. Г. Журналистика Чечни накануне первой мировой войны (1900—1914). Грозный: Изд-во Чеч. гос. Ун-та, 2014. 395 с.
8. Магомадов М. Г. Профессия — журналист. Избранное. М., 2014. 520 с.

## Награды
- Медаль «За заслуги перед Чеченской Республикой»
- Почетный знак «За трудовое отличие»
- Почетное звание «Заслуженный журналист Чеченской Республики»
- Почетная грамота Президента Чеченской Республики